# Anactorio

Mapa de algunas de las ciudades griegas de las regiones de Etolia y Acarnania en la Antigüedad. Anactorio se ubicaba en Acarnania.

Anactorio (en griego, Ανακτόριο) es el nombre de una antigua ciudad griega situada en Acarnania, a la entrada del golfo de Ambracia. Se localiza cerca de la actual localidad de Vónitsa.

## Historia
Estrabón menciona que fue fundada en el siglo VII a. C. por los corintios enviados por el tiranos Cípselo y su hijo Gorgo, en la misma época en que se excavó un canal que convirtió a Léucade en una isla. El geógrafo sitúa Anactorio a 40 estadios del templo de Apolo de Accio.
El nombre de Anactorio figuraba en una inscripción en la que estaban todas las ciudades griegas que habían luchado en la batalla de Platea, el año 479 a. C., contra los persas.
Antes de empezar la guerra del Peloponeso, era posesión común tanto de Corinto como de Corcira. Una de las naves de la expedición que los corintios enviaron contra Corcira en el año 433 a. C. estaba ocupada por anactorios. En el año 432 a. C., los corintios se apoderaron de toda la ciudad mediante un engaño y establecieron colonos en ella.
Los anactorios formaron parte del ejército dirigido por el espartano Cnemo que, en el año 429 a. C. intentaron tomar, sin éxito, la ciudad de Estrato.
En el año 425 a. C., los acarnanios y los atenienses de Naupacto realizaron una expedición contra la ciudad de Anactorio y consiguieron tomarla gracias a una traición. Luego expulsaron a los corintios de la ciudad y esta fue ocupada por acarnanios.
Sus habitantes fueron trasladados a Nicópolis, ciudad fundada por el emperador Octavio Augusto tras su victoria en la batalla de Accio del año 31 a. C.